# Centro de Alto Rendimiento Parque Mahuida
Centro de Alto Rendimiento Parque Mahuida – stadion do rugby union w Santiago, stolicy Chile. Może pomieścić 1500 widzów. Na obiekcie rozegrano wszystkie spotkania turnieju rugby 7 na Igrzyskach Ameryki Południowej 2014 (zarówno w turnieju mężczyzn, jak i kobiet). W związku z organizacją tych zawodów, w 2013 roku stadion przeszedł modernizację.